# Old Dutch
Old Dutch è un film muto del 1915 diretto da Frank Hall Crane (con il nome Frank Crane). Il regista firmò anche la sceneggiatura, che si basa sull'omonima commedia musicale di Edgar Smith andata in scena a Broadway il 22 novembre 1909 e che aveva come protagonista Lew Fields, interprete del personaggio di Old Dutch anche nel film.

## Trama
Ludwig Streussand, soprannominato Old Dutch (Vecchio olandese), è un povero inventore che ha inventato un sistema per trasmettere attraverso il telefono anche l'immagine di colui che parla. Streussand vende il sistema, chiamato teloptofono, a un ricco capitalista, John Rockmorgan, per la cifra di cinquemila dollari. L'inventore porta allora la figlia Violet in vacanza in un lussuoso albergo di Palm Beach dove i due si registrano sotto falso nome per evitare la pubblicità. Harold, il figlio di Rockmorgan, arrivato anche lui a Palm Beach, si innamora di Violet. Quando Streussand perde il portafoglio (che viene trovato dai Bennett, un duo di vaudeville), al momento di saldare il conto si trova senza denaro. Lui e Violet devono allora lavorare in cucina. Old Dutch provoca tutta una serie di disastri e Harold chiede al padre di venire a testimoniare in favore di Streussand. Costui si vorrebbe sottrarre ma, attraverso il teloptofono, Harold vede il padre con la segretaria sulle ginocchia: minaccia, allora, di raccontarlo alla madre. In questo modo, estorce al padre anche il consenso al suo matrimonio con Violet.

## Produzione
Il film fu prodotto dalla Shubert Film Corporation.

### La commedia
Il soggetto originale era una non determinata commedia tedesca adattata in inglese da Edgar Smith e portata in scena con il titolo Old Dutch all'Herald Square Theatre di New York nel 1909: ambientata in Tirolo, aveva avuto come interpreti Lew Fields, Vernon Castle, John Bunny, Alice Dovey, Eva Davenport, Helen Hayes. Quest'ultima, che all'epoca aveva nove anni, fece qui il suo debutto teatrale. Le musiche erano di Victor Herbert, parole di George V. Hobart e libretto di Edgar Smith.

## Distribuzione
Distribuito dalla World, il film uscì nelle sale cinematografiche statunitensi il 15 febbraio 1915.
Il copyright del film, richiesto dalla World Film Corp., fu registrato il 25 luglio 1917 con il numero LU11166.
Non si conoscono copie ancora esistenti della pellicola che viene considerata presumibilmente perduta.